# Hálózatmenedzsment
A hálózatmenedzsment a számítógépes hálózatok adminisztrációjának és kezelésének folyamata. Az e szakterület által nyújtott szolgáltatások magukban foglalják a hibaelemzést, a teljesítménymenedzsmentet, a hálózatok biztosítását és a szolgáltatás minőségének fenntartását. A hálózatmenedzserek a hálózatkezelő szoftvereket használják e funkciók végrehajtására.

## Technológiák
Létezik néhány kiegészítő módszer a hálózatok és a hálózati eszközök támogatására. A hálózatmenedzsment lehetővé teszi az informatikai szakemberek számára, hogy nagy hálózati területen figyeljék a hálózat komponenseit. A hozzáférési módszerek közé tartozik az SNMP, a parancssori felület (CLI), az egyéni XML, CMIP, a Windows Management Instrumentation (WMI), a Transaction Language 1 (TL1), a CORBA, a NETCONF és a Java Management Extensions (JMX).
A sémák tartalmazzák többek között a menedzsmentinformációk struktúráját (SMI), a WBEM-et, a közös információs modellt (CIM Schema) és az MTOSI-t.

## Fordítás
Ez a szócikk részben vagy egészben  a   Network management című angol Wikipédia-szócikk ezen változatának fordításán alapul.  Az eredeti cikk szerkesztőit annak laptörténete sorolja fel. Ez a jelzés csupán a megfogalmazás eredetét és a szerzői jogokat jelzi, nem szolgál a cikkben szereplő információk forrásmegjelöléseként.